# Zbigniew Szlezer
Zbigniew Szlezer (ur. 12 maja 1922, zm. 16 kwietnia 2011) – polski skrzypek, profesor Akademii Muzycznej w Krakowie.

## Życiorys
W latach 1978–1981 był dziekanem Wydziału Instrumentalnego Akademii Muzycznej w Krakowie. Piastował też funkcję prorektora tej uczelni, kierownika Katedry Skrzypiec i Altówki oraz kierownika Katedry Kameralistyki (1975–1981). Od 1955 uczył również w Państwowym Liceum Muzycznym im. Fryderyka Chopina w Krakowie (obecnie Państwowa Ogólnokształcąca Szkoła Muzyczna II st. im. F. Chopina).
Jego studentami byli m.in. Daniel Stabrawa, Krzysztof Śmietana, Zbigniew Paleta, Zbigniew Pilch, Barbara Stuhr (z domu Kóska) i Mieczysław Szlezer. 
Jako juror brał udział w pracach konkursów skrzypcowych, m.in. Międzynarodowego Konkursu Skrzypcowego im. Henryka Wieniawskiego w Poznaniu i Międzynarodowego Konkursu Młodych Skrzypków w Lublinie.
Był żonaty z pianistką, profesor Akademii Muzycznej w Krakowie, Zofią Zagajewską-Szlezer (1926–2017). Ich syn Mieczysław Szlezer jest skrzypkiem, a wnuk Marek Szlezer pianistą. 
Zmarł w wieku 89 lat. Został pochowany na cmentarzu Rakowickim w Krakowie.